# See My Friends (Ray Davies)
See My Friends è il sesto album in studio del cantante britannico Ray Davies, pubblicato il 1º novembre 2010 dalla Universal Records.

## Descrizione
Le tracce presenti nell'album sono nuove registrazioni di precedenti composizioni di Ray Davies mentre era ancora membro dei The Kinks. Alla realizzazione dell'album hanno partecipato vari artisti, tra cui Bruce Springsteen, Jon Bon Jovi e Metallica.

## Tracce
1. Better Things (with Bruce Springsteen) – 3:13
2. Celluloid Heroes (with Jon Bon Jovi and Richie Sambora) – 5:19
3. Days/This Time Tomorrow (with Mumford & Sons) – 4:17
4. A Long Way from Home (with Lucinda Williams and The 88) – 3:05
5. You Really Got Me (with Metallica) – 2:17
6. Lola (with Paloma Faith) – 4:33
7. Waterloo Sunset (with Jackson Browne) – 4:07
8. Till the End of the Day (with Alex Chilton and The 88) – 2:42
9. Dead End Street (with Amy Macdonald) – 3:31
10. See My Friends (with Spoon) – 4:01
11. This Is Where I Belong (with Black Francis) – 3:04
12. David Watts (with The 88) – 2:21
13. Tired of Waiting for You (with Gary Lightbody) – 2:49
14. All Day and All of the Night/Destroyer (with Billy Corgan) – 3:56

Tracce bonus
1. Victoria (with Mando Diao) – 3:20
2. Moments (with Arno Hintjens) – 3:08